# سيف الدين مخلوف
سيف الدين مخلوف محامي وسياسي تونسي من مواليد 12 أغسطس 1975 بتونس. يشغل منصب رئيس الكتلة النيابية لإئتلاف الكرامة.
بعد قرارات 25 يوليو 2021، رُفعت الحصانة البرلمانية عن جميع النواب من بينهم النائب سيف الدين مخلوف، كما صدرت في حقه أحكام قضائية بالسجن وبحرمانه من ممارسة مهنة المحاماة لـ5 سنوات في القضية المعروفة إعلاميا بـ«واقعة المطار» وأخرى بتهمة «التطاول على الجيش» وذلك بعد مشادة بينه وبين مسؤول بالمحكمة العسكرية بتونس في مقر المحكمة.

## السيرة
ولد سيف الدين مخلوف في 12 أوت 1975 بتونس. هو محامي منذ سنة 2009 ومرسم لدى الاستئناف منذ 2011 وحاصل على الماجستير في علوم الإجرام من كلية الحقوق والعلوم السياسية بتونس. بالإضافة إلى تحصله على شهادة في التحكيم التجاري الدولي.
شارك مخلوف في مراقبة انتخابات 2011 و2014 ضمن مرصد ملاحظة الانتخابات التابع للهيئة الوطنية للمحامين بتونس.
شارك في كافة التظاهرات التي قادها المحامون أيام ثورة 2011.
وهو متزوج وأب لطفل واحد.
في 24 سبتمبر 2021، ومن داخل محبسه بالسجن المدني بالمرناقية، أصبح سيف الدين مخلوف محاميا مرسما لدى التعقيب.

## المسيرة السياسية

### بداية ظهوره
بدأ ظهور سيف الدين على الساحة السياسية خلال ثورة الياسمين وكان من أبرز الوجوه الثورية الجديدة التي ظهرت آنذاك.
قبل هروب الرئيس السابق زين العابدين بن علي في يناير 2011، ظهر مخلوف ببدلة المحاماة أمام وزارة الداخلية على شاشة قناة "حنبعل" في تصريح شهير له، وطالب بإسقاط نظام بن علي كما اتهم صهر الرئيس وشقيق ليلى الطرابلسي، منصف الطرابلسي بنهب أموال مشروع أحد المستثمرين بلغت قيمته 34 مليون دينار تونسي كما توعد بكشف ملفات فساد أخرى تخص آل الطرابلسي.

### الإنتخابات
ترشح للانتخابات الرئاسية التونسية 2019 وحل في المرتبة 8 بـ"147351" صوت بنسبة %4.4. انتخب نائبا بمجلس نواب الشعب على دائرة تونس 1 في انتخابات 2019 وحصل حزبه «إئتلاف الكرامة» على 21 مقعدا.

### في البرلمان
ترأس مخلوف لجنة شهداء الثورة وجرحاها وتنفيذ قانون العفو العام والعدالة الانتقالية بالبرلمان كما بلغت نسبة حضوره في الجلسات العامة حوالي 87% ونسبة المشاركة في التصويت حوالي 90%.

### رفضه إجراءات 25 يوليو
في 25 يوليو 2021، صدرت قرارات من الرئيس قيس سعيد تقضي بإقالة حكومة هشام المشيشي وتجميل عمل مجلس نواب الشعب ورفع الحصانة عن جميع أعضاءه.
أعلن حزب ائتلاف الكرامة والذي ينتمي له مخلوف أن هذه الإجراءات «باطلة» و«غير دستورية». وفي فجر 26 يوليو، ظهر سيف مخلوف رفقة الغنوشي أمام مقر البرلمان والذي ٱغلق بمدرعات الجيش على شاشة قناة الجزيرة معلنين رفضهم الإجراءات الرئاسية كونها «إنقلاب على شرعية مجلس النواب المُنتخب» حسب تعبيرهما. ومع طلوع النهار، وصل أنصار حركة النهضة وإئتلاف الكرامة إلى مقر البرلمان رافضين القرارات الرئاسية وكان كل من النائب سيف مخلوف ورئيس المجلس راشد الغنوشي (الذي منعه الجيش من دخول مقر المجلس) وعديد النواب الآخرين حاضرين أمام البرلمان وفي تلك الأثناء اندلعت اشتباكات بين مؤيدي الرئيس سعيد ومعارضيه خارج مبنى البرلمان المحصن، مما أسفر عن إصابة عدة أشخاص.
كما أعرب ائتلاف الكرامة عن رفضه القطعي لقرارات سعيد، داعيا الشعب إلى الدفاع عن حريته وثورته.

## قضايا جدلية

### صراعه مع عبير موسي
في 27 يناير 2021، كانت عبير موسي تقوم ببث مباشر على صفحتها الرسمية بصفحتها على فيسبوك، وجهت كاميرا هاتفها على النائب سيف الدين مخلوف عند مروره بالقرب منها مرددة عبارات مناهضة له ولحزبه وتوجهاته. وفي غرة فبراير، أعلنت موسي مقاضاتها مخلوف لاعتداءه بالعنف اللفظي عليها إضافة إلى انه إفتك هاتفها الجوال.
تزامنا مع عرض مشروع اتفاقية صندوق قطر للتنمية مع تونس على الجلسة العامة للبرلمان للتصويت عليه في يونيو 2021، قادت عبير موسي ونواب حزبها، حركات احتجاجية داخل قاعة الجلسات في البرلمان، وذلك قبل بدء التصويت على الاتفاقية، التي تقضي بتشكيل صندوق قطري للتنمية في تونس، المحتجون بقيادة موسي سيطروا على منصة رئاسة البرلمان واستعملوا مكبرات الصوت للتشويش على الجلسة.
مرت الإتفاقية وصادق عليها المجلس وفي الأثناء واصلت موسي اعتصامها والذي كانت تبثه مباشرة على صفحتها بموقع فيسبوك. ومع نهايتها، منحت رئيسة الجلسة سميرة الشواشي النائب سيف الدين مخلوف الكلمة. وقفت عبير موسي رفقة نوابها يصرخون في وجه مخلوف مرددين هتافات مناهضة لحركة النهضة وقطر، ثم قامت موسي بحجب الصورة عن كاميرات التلفزة الوطنية التونسية والتي تبث الجلسة على الهواء مباشرة وما راع إلا أن مخلوف انفعل واعتدى بالعنف على موسي مما تتطلب دخول طبيب المجلس إلى القاعة لتقديم الاسعافات لها. لاحقا، أعلنت عبير موسي مقاضاتها مخلوف لاعتداءه عليها.
في مناسبات عديدة، وقعت عدة مناوشات بين موسي ومخلوف كما تبادلا في عديد المواقف التهم، فهي تصفه بـ«الإرهابي» وهو ينعتها بـ«العميلة» لجهات أجنبية، وفي إحدى الجلسات البرلمانية «الصاخبة» أقدم رئيس كتلة ائتلاف الكرامة في مجلس نواب الشعب، سيف الدين مخلوف، على رشق الأموال على عبير موسي زعيمة الحزب الدستوري الحر، تعبيراً عن «خضوع مواقفها السياسية للتمويل الإماراتي الساعي لزعزعة استقرار البلاد» حسب وصفه.
في نوفمبر 2020، دخلت رئيسة الحزب الدستوري الحر عبير موسي في اعتصام مفتوح رفقة ناشطين في حزبها أمام فرع الاتحاد العالمي لعلماء المسلمين بتونس للمطالبة بحلّه. وفي 9 مارس 2020، أطلق الاتحاد العالمي لعلماء المسلمين نداءات استغاثة بعد اقتحامه من قبل عبير موسي وأنصارها. النداءات التي استجاب لها نواب ائتلاف الكرامة وعلى رأسهم سيف الدين مخلوف وأنصار حركة النهضة الذين التحقوا بالإعتصام وأكدوا أنهم لن يغادروا المكان إلا بمغادرة الحزب الدستوري الحر وأنصاره مما أجبر قوات الأمن على التدخل لفض اعتصام الدستوري الحر.

### واقعة المطار
هي أحداث عنف وقعت بين أمنيين بمطار تونس قرطاج الدولي ونواب عن ائتلاف الكرامة كما تعرف إعلاميا بغزوة المطار أو واقعة المطار.
في يوم الإثنين 15 مارس 2021، قام أعوان الأمن بمطار تونس قرطاج الدولي بمنع مسافرة من المغادرة في اتجاه تركيا لأنها مشمولة بالإجراء الحدودي "S17" (هي مجموعة من الأوامر التنفيذية لمراقبة الحدود بغية مكافحة «الإرهاب» قيدت بها الحق في حرية التنقل لآلاف الأفراد منذ 2013. وفي كثير من الحالات، وصلت هذه الأوامر بحكم الأمر الواقع إلى منع من السفر دون الحصول على أمر قضائي. وصفتها منظمة العفو الدولية بالإجراءات التمييزية و«القيود التعسفية على حرية التنقل»)، وعلى اثر هذا المنع من السفر حاول بعض نواب ائتلاف الكرامة وعلى رأسهم سيف الدين مخلوف الدخول إلى المطار وتمكينها بالقوة من السفر، تحول لاحقا إلى تبادل للعنف والشتائم بين النواب والأمنيين، وانتشرت عدة مقاطع فيديو للحادثة على مواقع التواصل الاجتماعي أثارت جدلا وغضبا عارما بالبلاد. وقد وقع إخراج النواب من المطار في النهاية وأدى بعدها بساعات رئيس الحكومة ووزير الداخلية آنذاك هشام المشيشي زيارة إلى المطار وتحدث مع المسؤوليين الأمنيين حول الأحداث.
وعلى خلفية هذه الأحداث فتحت النيابة العمومية في تونس بحثا قضائيا ضد نواب ائتلاف الكرامة والذين امتنعوا في مارس 2021 عن الحضور أمام النيابة العمومية بالمحكمة الابتدائية بتونس وتمسكوا بحصانتهم البرلمانية. أما المرأة التي تسببت في الواقعة فقد حولتها النيابة العمومية إلى القطب القضائي لمكافحة الإرهاب للتحقيق معها، ولكن في 22 أبريل 2021 قرر قاضي التحقيق الإبقاء عليها بحالة سراح وذلك بعد اتهامها بـ«الانضمام إلى تنظيم ارهابي بالداخل والتواصل مع تنظيمات ارهابية بالخارج».
استنكرت آنذاك كل من النقابات الأمنية والاتحاد العام التونسي للشغل وعدة منظمات حقوقية تصرفات النواب ودعوا لمحاسبتهم وإسقاط حصانتهم لكن البرلمان لم يتفاعل مع دعوات إنهاء الحصانة.
أصدر قاضي التحقيق الأول بالمحكمة العسكرية الدائمة بتونس الجمعة 31 ديسمبر 2021، قرار ختم البحث بخصوص القضية المتعلقة بحادثة اقتحام مطار تونس قرطاج الدولي وتحويل التهم من جنايات إلى جنح وإحالة القضية على أنظار الدائرة الجناحية بالمحكمة العسكرية الدائمة بتونس لمحاكمة المتهمين (ماهر زيد، سيف الدين مخلوف، محمد العفاس، عبد اللطيف العلوي، نضال سعودي..) من أجل ما نسب إليهم من تهم.

### «الإساءة لوكيل الجمهورية بسيدي بوزيد»
قضت الدائرة الجنائية بالمحكمة الابتدائية بتونس غيابيا بسجن المحامي، رئيس كتلة ائتلاف الكرامة بمجلس النواب سيف الدين مخلوف سنة و8 أشهر (20 شهرا) من أجل «الإساءة للغير عبر الشبكات العمومية للاتصال ونسبة أمور غير قانونية لموظف عمومي» مع حمل المصاريف القانونية عليه. وذلك على خلفية شكاية تقدم بها وكيل الجمهورية بالمحكمة الابتدائية بسيدي بوزيد بسبب عبارات تفوه بها ضده مخلوف في فيديو نشر على مواقع التواصل في فبراير 2019 إثر قرار وكيل الجمهورية غلق المدرسة القرآنية بالرقاب وتوجيه تهمة «إهمال قاصر» للأولياء وهي القضية التي تعرف إعلاميا باسم «قضية المدرسة القرآنية بالرقاب»، هذا الأمر أثار غضب المحامي سيف الدين مخلوف آنذاك، ووجه «تهديدا» صريحا لوكيل الجمهورية بسيدي بوزيد آنذاك قائلا «كان تعتبر روحك راجل إيجا لتونس (العاصمة)» حسب ما نقلته وسائل إعلام تونسية. لاحقا، اعتذر سيف الدين مخلوف لوكيل الجمهورية عما بدر منه من إساءة وما اعتبره البعض «تهديدا لسلامة رجل القضاء» لكن وكيل الجمهورية لم يتنازل عن حقه في تتبع مخلوف قضائيا.

## اعتقاله ومحاكمته
في 25 يوليو 2021، عُلّقت الحصانة البرلمانية للنواب بأمر رئاسي أصدره الرئيس قيس سعيد وكان من بين النواب سيف الدين مخلوف، الذي عارض هذه الإجراءات ووصفها بالإنقلاب.
بعد محاولات عديدة للأمن التونسي القبض على مخلوف، قام الأخير بتسليم نفسه يوم 17 سبتمبر 2021 للمحكمة العسكرية بتونس وقد صور فيديو نشره على صفحته بموقع فيسبوك لإثبات عملية تسليم نفسه لا القبض عليه ولكن ما راع إلا قيام أمنيين بزي مدني بالاعتداء عليه بالضرب وطرحه أرضا والاعتداء على المحامين أمام مقر المحكمة وهذا حسب ما صرح به محاميه أنور أولاد علي الذي أكد نقل مخلوف إلى جهة غير معلومة. وبعد ضغوطات من المحامين والرأي العام، أمر قاضي التحقيق بالمحكمة العسكرية بتونس بإرجاع مخلوف لمقر المحكمة وأصدر قرارا بإخلاء سبيله وإعلامه بتاريخ جلسته القادمة في 27 سبتمبر. وكان القضاء العسكري أصدر الشهر الماضي «مذكرة جلب» بحق مخلوف، على خلفية ما سمي بواقعة المطار.
أثار إخلاء سبيله جدلا كبيرا، خاصة بعد تداول أنباء عن إصدار وكيل الجمهورية بالمحكمة الإبتدائية بالقصرين مذكرة تفتيش في حق سيف الدين مخلوف بتهمة «تكوين وفاق بغاية تبييض الأموال»، ولكن النيابة العمومية أذنت في 21 سبتمبر 2021 بكف التفتيش عنه وإحالة ملفه على الوكيل العام بمحكمة الإستئناف بالجهة صاحب النظر للتعهد به بحكم صفة مخلوف كمحامي.
أعلنت إيناس حراث أحد محامي سيف الدين مخلوف، الثلاثاء 21 سبتمبر 2021، إصدار بطاقة إيداع بالسجن دون استنطاق في النائب والمحامي مخلوف من طرف قاضي التحقيق الثالث بالمحكمة العسكرية بتونس بتهمة «المس من معنويات الجيش ونشر أخبار زائفة» قائلة: "بناء على تقرير فوري من مساعد وكيل جمهورية عسكري بعد حوار بينه وبين سيف الدين مخلوف في البهو حول أمن البلاد بمناسبة تواجد الاستاذ سيف الدين صدفة في المحكمة.. تم اعتبار محتوى الحوار جريمة تلبسية: ''مس من معنويات الجيش ونشر أخبار زائفة..".
وفي يوم 27 سبتمبر 2021، أصدر قاضي التحقيق الأول بالمحكمة العسكرية الدائمة بتونس بطاقة إيداع بالسجن (ثانية) في حق النائب المجمد سيف مخلوف وذلك على ذمة القضية المتعلقة بحادثة اقتحام مطار تونس قرطاج الدولي.

### تدهور حالته الصحية
أعلن حزب ائتلاف الكرامة في بيان له الخميس 14 أكتوبر 2021 عن دخول سيف الدين مخلوف في إضراب جوع عن الطعام في السجن إلى حين إيقاف ما أسماها المهازل القضائية العسكرية. وأكد البيان، «عدم اعتراف مخلوف بالمسارات القضائية العسكرية المفتوحة ضدّه بإيعاز وتعليمات صريحة من سلطة الانقلاب» حسب تعبيره، لافتا إلى أنه لن يطعن مستقبلا في القرارات القضائية التي صدرت أو ستصدر ضدّه.
أكد رئيس هيئة الدفاع عن سيف الدين مخلوف، المحامي أنور ولاد علي تدهور الحالة الصحية لموكله وذلك بعد مرور أكثر من أسبوع على دخوله في إضراب جوع كما أكدت المحامية حنان الخميري عضوة هيئة الدفاع أن مخلوف يعاني من اضطرابات تتعلق بنسبة السكر في الدم ونسبة الماء ومع ذلك لم يتم احضار الأطباء للإشراف على حالته، كأن الهدف من ذلك التنكيل به، وفق قولها.
ولكن في 21 أكتوبر، علق رئيس كتلة «ائتلاف الكرامة»، المحامي سيف الدين مخلوف، إضرابه عن الطعام، بطلب من وفد من عمادة المحامين ضم عميد المحامين حينها إبراهيم بودربالة ورئيس الفرع الجهوي للمحامين وكاتب عام الهيئة والعميد السابق للمحامين عبد الرزاق الكيلاني، بعد أسبوع من الإضراب رفضاً للمحاكمة العسكرية، في وقت نفذ عشرات المحامين وقفة احتجاجية أمام المحكمة الابتدائية بتونس طالبوا فيها بإطلاق سراح مخلوف ووقف المحاكمات العسكرية ضد المدنيين.

### إطلاق سراحه
قررت الدائرة الجناحية الأولى بالمحكمة العسكرية بتونس، الخميس 11 نوفمبر 2021، الإبقاء على رئيس كتلة ائتلاف الكرامة سيف الدين مخلوف في حالة سراح في القضية المتعلقة بـ ''الاعتداء على أمن الدولة الخارجي ونسبة أمور غير حقيقية لموظف عمومي وهضم جانب موظف عمومي والمس من كرامة الجيش الوطني ومعنوياته".
قضت الدائرة الجناحية بالمحكمة العسكرية بتونس، الإثنين 17 يناير 2022، بإطلاق سراح كل من رئيس كتلة ائتلاف الكرامة بالبرلمان المعلقة أشغاله سيف الدين مخلوف، والنائب نضال سعودي في القضية المعروفة إعلاميا بـ«أحداث المطار». لكن جرى إيقافه في 21 يناير 2023 تنفيذا لحكم قضائي في نفس القضية.
أُفرج عنه، الخميس 27 ابريل 2023، بعد قضاء عقوبته في ما يعرف بـ"قضية المطار".

### أحكام قضائية
- قضت الدائرة الجناحية بالمحكمة العسكرية الدائمة بتونس، الخميس 17 فبراير 2022، بسجن النائب «المجمّد» والمحامي سيف الدين مخلوف لمدة عام مع تأجيل التنفيذ وذلك بعد إدانته بتهمة «التطاول على القضاء والمس من معنويات الجيش الوطني».[48][49] وفي 17 يونيو، أصدرت محكمة الاستئناف العسكرية حكما قضائيا يقضي بسجن مخلوف لمدة عام بالإضافة لحرمانه من ممارسة مهنة المحاماة لمدة 5 سنوات في نفس القضية.[50]
- قضى المجلس الجناحي لدى محكمة الناحية بتونس، الاثنين 21 مارس 2022، بالسجن مدّة ثلاثة أشهر في حقّ كلّ من سيف الدين مخلوف وماهر زيد والمحامي مهدي زقروبة بتهمة «هضم جانب موظف عمومي أثناء مباشرته لوظيفته» وذلك فيما يعرف بـ«قضية اقتحام مطار تونس قرطاج».[51][52]
- وفي سياق منفصل، قضت الدائرة الجناحية بمحكمة الاستئناف العسكرية بتونس، الجمعة 20 يناير 2023، بسجن البرلماني السابق سيف الدين مخلوف لمدة سنة وشهران في ما يُعرف بـ"قضيّة المطار"، وعلى إثر هذا الحكم جرى إعتقاله بعد ساعات.[53][54] بيد أنه جرى التخفيض في الحكم في فبراير من نفس العام إلى 7 أشهر سجن.[55]

### جدل تعارض الأحكام العدلية والعسكرية
يحاكم سيف الدين مخلوف في قضية "واقعة المطار" لدى القضاء المدني والعسكري في نفس الوقت كما صدر حكمين مختلفين عن المحكمتين الابتدائيتين المدنية والعسكرية. اعتبر عميد المحامين حاتم مزيو أنّ إحالة سيف الدين مخلوف ومهدي زقروبة على القضاء العسكري بعد صدور أحكام في حقّهما أمام القضاء العدلي من أجل الفعلة نفسها "أمر غير مقبول وسابقة تاريخيّة لم تحصل في بلد".

## مؤلفاته
- جرائم الدارك واب، دار العلوي للنشر، 2023